# Горизонтально направлене буріння
Горизонта́льно направлене бурі́ння (ГНБ, англ. Horizontal Directional Drilling(HDD), Directional boring) — багатоетапна технологія безтраншейного прокладання підземних інженерних комунікацій за допомогою спеціалізованих мобільних бурових установок, що дозволяє вести керовану проходку по криволінійній траєкторії, розширювати свердловину, протягувати трубопровід.

## Загальний опис
Буріння виконується під контролем систем радіолокації з використанням бентонітових бурових розчинів (із додаванням полімерів).

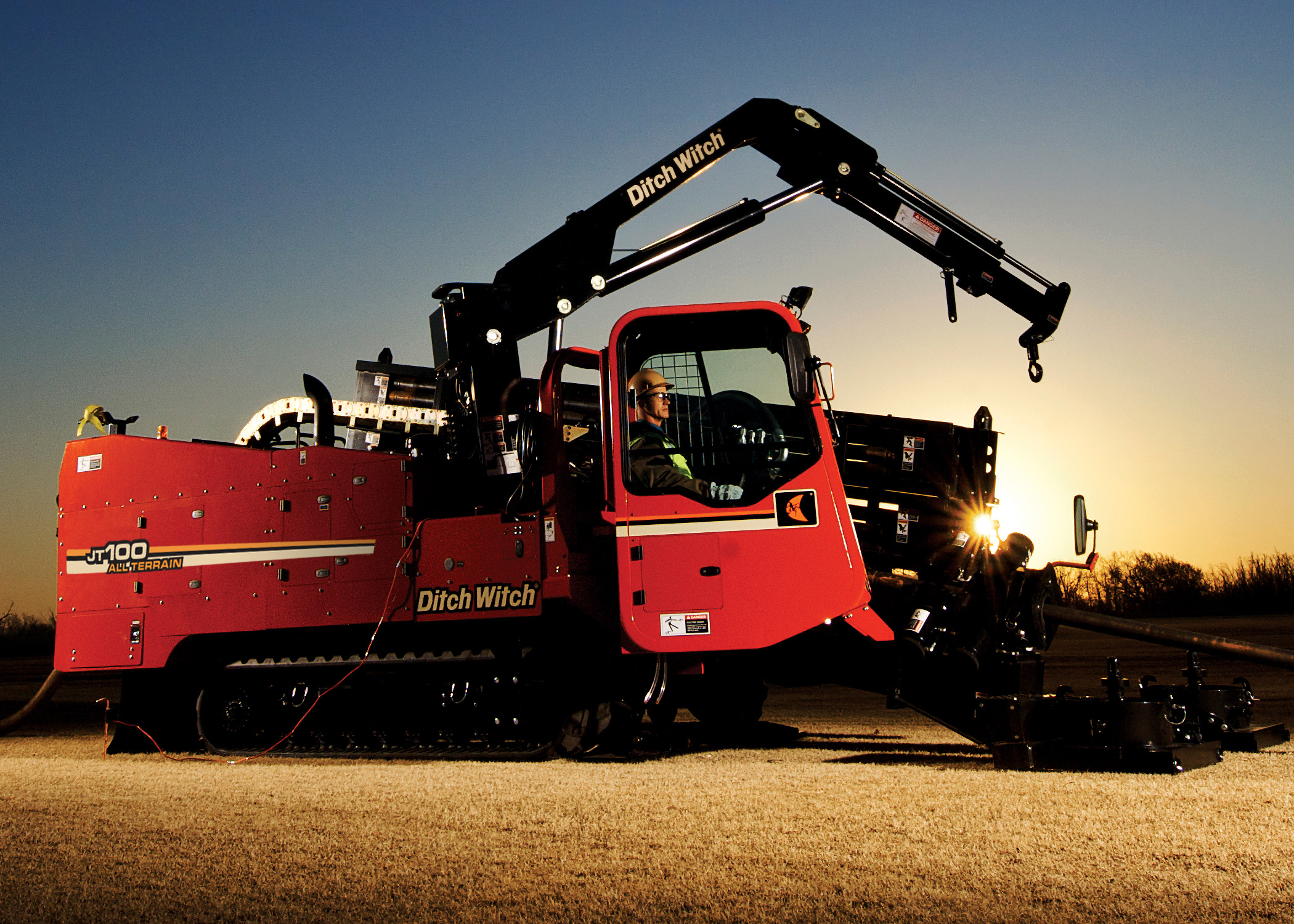
Ditch Witch All Terrain JT100

Довжина прокладання шляхів може бути від декількох метрів до декількох кілометрів, а діаметр — від мінімального 63 мм і більше (до 1200 мм). Футляри труб для протягування, використовують, здебільшого, полімерні, а також труби зі сталі, високоміцного чавуну та інших видів матеріалів. Прокладання відбувається з мінімальним впливом на довкілля.
Метод ГНБ може бути застосовано для прокладання наступних видів інженерних комунікацій: кабельні мережі різного призначення, водопровід і каналізація, теплові мережі, газопроводи, нафтопроводи і нафтопродуктопроводи тощо.
Обладнання й технологія ГНБ можуть бути застосовані для ремонту, очищення й заміни водопровідних і каналізаційних труб, а також для влаштування геотермальних або водозабірних свердловин, самопливних трубопроводів, горизонтальних свердловин для очищення забруднених територій, допоміжних свердловин для вилучення з ґрунту наявних трубопроводів тощо.

## Переваги методу ГНБ
Метод ГНБ належить до безтраншейного способу будівництва (прокладання трубопроводу в підземному просторі без порушення поверхні) або з мінімальним виконанням земляних робіт, коли за необхідності влаштовується лише стартовий та приймальний котловани.
Застосування методу ГНБ, на відміну від звичайних (відкритих) способів прокладання інженерних комунікацій, виключає необхідність перекриття проїжджої частини міських вулиць, автомагістралей, залізниць, перекладання наявних комунікацій, підсилення фундаментів будівель та споруд, надає можливість цілорічного виконання робіт. У цілому, метод ГНБ забезпечує зниження вартості та прискорення темпів будівництва, надає змогу прокладати комунікацій під водними та іншими перешкодами.

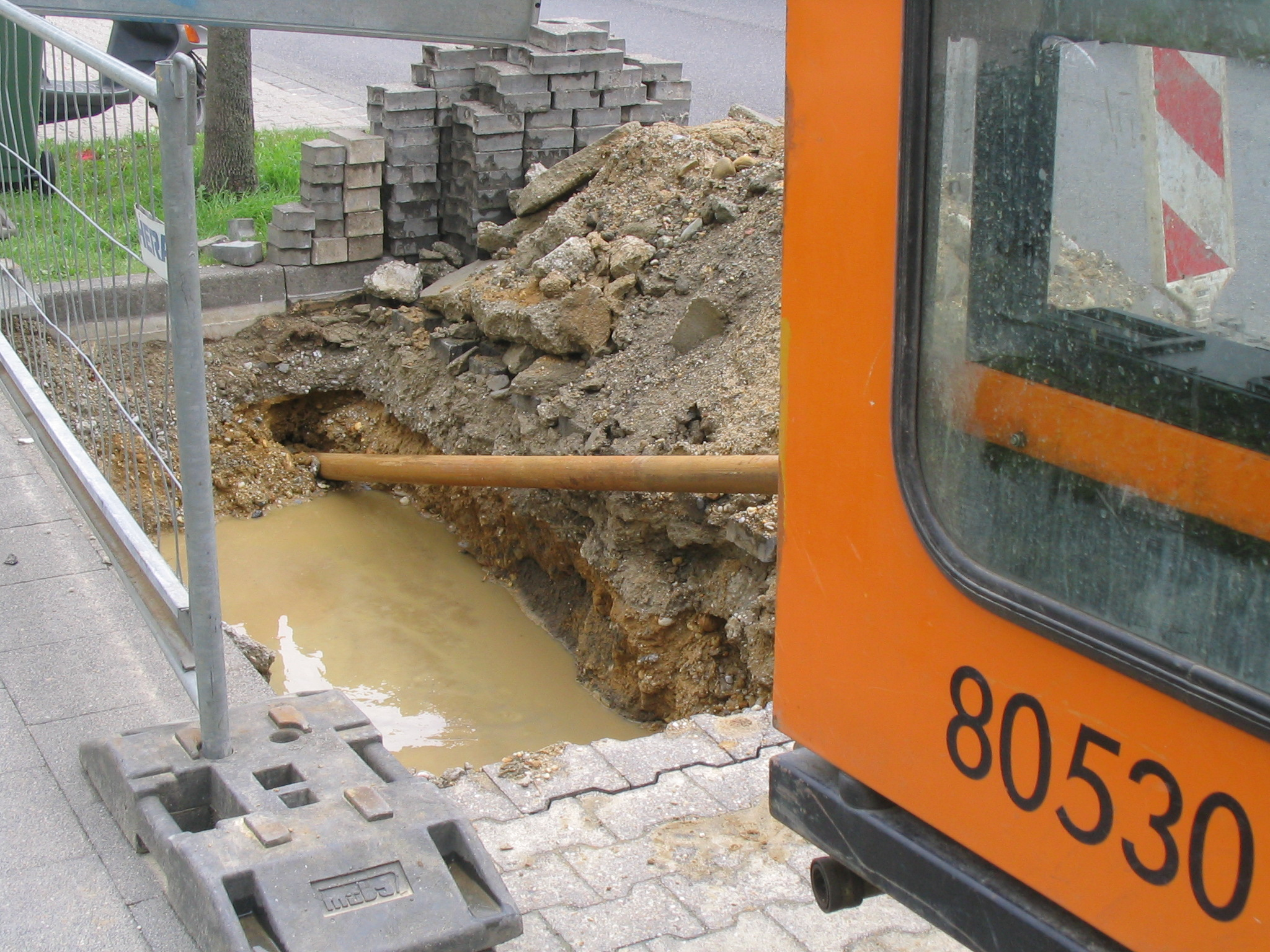
Горизонтально направлене буріння

## Застосування ГНБ
Метод ГНБ найбільш поширений та ефективно застосовується для прокладання інженерних комунікацій різного призначення в умовах щільної міської забудови або за наявності перешкод, а саме:
- Під річками, озерами, каналами, болотами, ярами, лісовими та парковими масивами;
- Під діючими автомобільними трасами («проколи під дорогами»), залізничними та трамвайними коліями, злітно-посадочними смугами аеропортів;
- На території промислових підприємств без зупинки виробництва;
- В охоронних зонах метрополітену, високовольтних повітряних ліній електропередач, магістральних газопроводів, нафто- і продуктопроводів;
- Поблизу або на території пам'яток історії та архітектури.

## Технологія безтраншейного будівництва підземних комунікацій
Прокладання інженерних комунікацій за методом ГНБ, здебільшого, здійснюється в три етапи[джерело?]:
1. Направлене буріння пілотної свердловини за проектною трасою;
2. Одноразове або послідовно-багаторазове розширення свердловини до необхідного діаметра бурового каналу, що дозволяє протягувати трубопровід проектного діаметра;
3. Протягування комунікаційного трубопроводу (захисного футляра) через буровий канал, у напрямку від точки виходу бура до бурової установки.

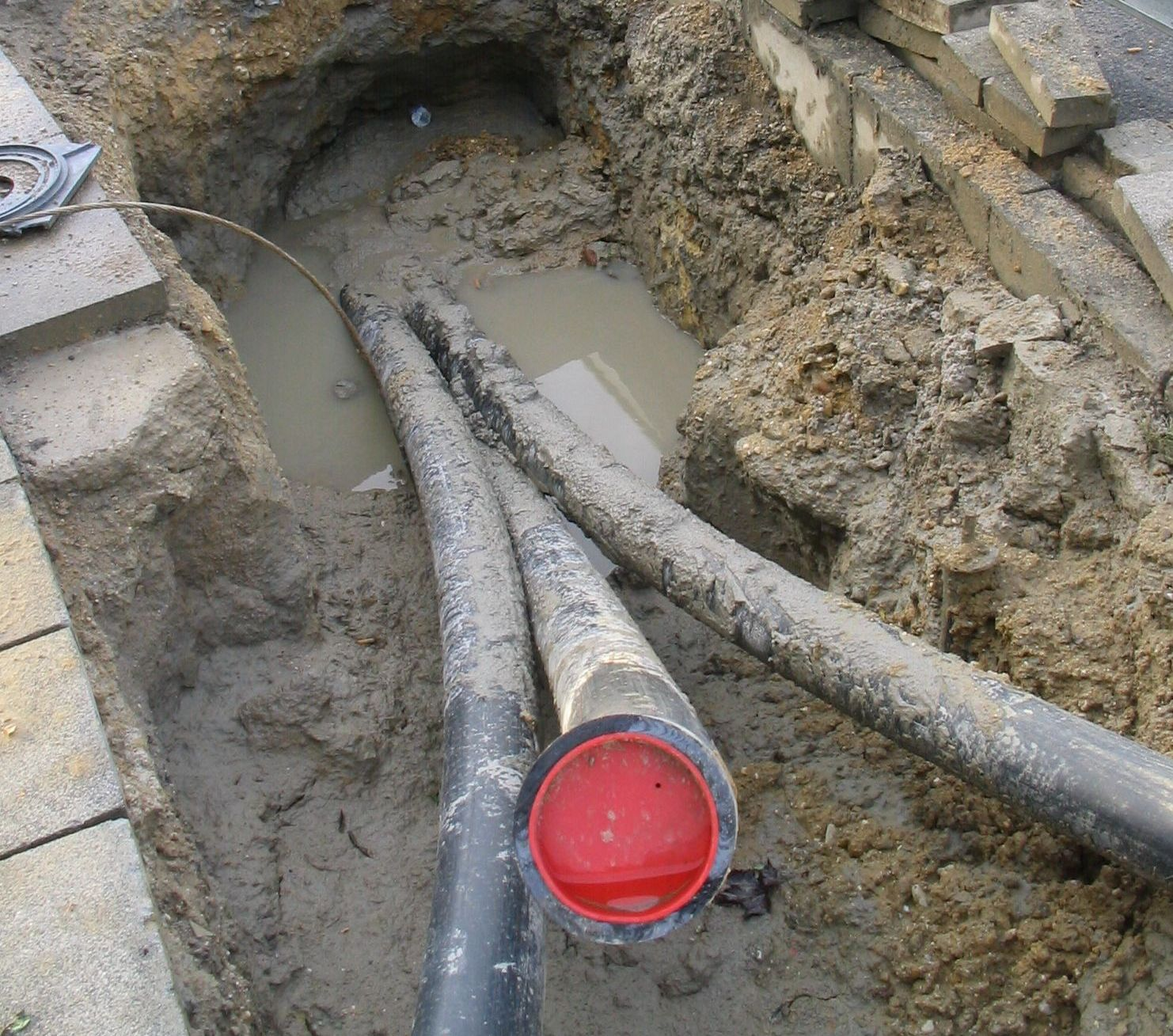
Безтраншейне прокладання трубопроводів

Метод ГНБ ефективно застосовується, здебільшого, у нескельних ґрунтах (піски, супіски, суглинки, глини), в яких за допомогою бурового тиксотропного розчину (бентоніту) забезпечується стійкість стінок свердловини. До геологічних умов, в яких застосування методу ГНБ ускладнене або неможливе, належать: глинисті ґрунти текучої консистенції, пливуни, валунні і гравійно-галечникові ґрунти, ґрунти з включеннями штучного походження (уламки залізобетонних плит, відходи металургійного виробництва та ін.), нестійкі майданчики (карст, зсуви, підроблювані території).
Перед початком робіт ретельно вивчають властивості й склад ґрунту, дислокацію наявних підземних комунікацій, оформлюють відповідні дозволи й погодження на виконання підземних робіт. Здійснюється вибіркове зондування ґрунтів і, за необхідності, шурфування особливо складних перетинів траси буріння з наявними комунікаціями. Результати цих робіт мають визначальне значення для вибору траєкторії й тактики будівництва свердловини. Особливу увагу слід приділити оптимальному розташуванню бурового обладнання на будівельному майданчику й забезпеченню безпечних умов праці бурової бригади та оточуючих людей. Будівництво підземних комунікацій за технологією горизонтального направленого буріння здійснюється в чотири етапи: буріння пілотної свердловини, послідовне розширення свердловини, протягування трубопроводу й заключний етап.

### Етапи будівництва методом ГНБ

#### Буріння пілотної свердловини
Буріння має починатися після контролю розташування, закріплення і заземлення бурової установки, а також підготовки бурового розчину в обсязі, що необхідний для проходки свердловини. Для збирання розчину зазвичай викопують невеликий приямок.

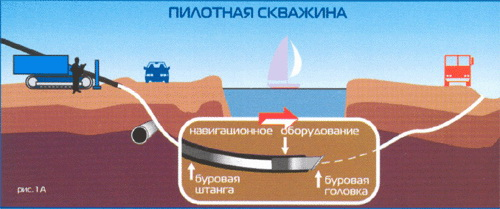
Буріння пілотної свердловини

Буріння пілотної свердловини робиться під передбаченим кутом входу в ґрунт і за проектною траєкторією відповідно до профілю та плану прокладки комунікації. Буріння здійснюється буром зі змінними насадками для різних видів ґрунту. Зміна напрямку буріння здійснюється за допомогою скошеної бурової лопатки.
Під час проходження пілотної свердловини оператор установки ГНБ відстежує положення бура за допомогою вимірювального зонда, що розташований за бурової головкою (або вмонтований у неї) і локаційних систем. Інформація про розташування, ухил, азимут бурової головки є визначальною для контролю траєкторії буріння.
Для корекції траєкторії оператор зупиняє обертання бурових штанг, встановлює скіс бурової головки в потрібному положенні й здійснює задавлювання штанг до досягнення буровою головкою проектного (необхідного) положення.
При необхідності бурова головка може бути відведена назад на довжину однієї або декількох штанг, із подальшою корекцією траєкторії буріння.
Бурова головка має отвори для подачі особливого бурового розчину (бентоніту), який нагнітається в свердловину й утворює суспензію з подрібненою породою. Буровий розчин зменшує тертя на буровій головці й штангах, оберігає свердловину від обвалів, охолоджує породоруйнуючий інструмент, руйнує породу і очищує свердловину від її уламків, виносить їх на поверхню. Будівництво пілотної свердловини завершується виходом бурової головки в заданій проектом точці (на поверхню або в підготовлений приямок (приймальний котлован).

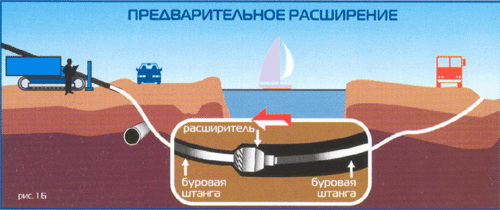
Розширення свердловини

Розширення свердловини слід здійснювати після завершення проходки пілотної свердловини. Замість бурової головки до колони штанг приєднується розширювач зворотної дії. Шляхом прикладання тягового зусилля з одночасним обертанням, розширювач протягають через свердловину у зворотному напрямку (до бурової установки).

#### Розширення свердловини
Як розширювачі для різних типів ґрунтів застосовують спеціалізовані інвентарні римери, призначені для різання, сколювання й ущільнення ґрунту. Римери забезпечені високоміцними ріжучими краями й породоруйнуючими насадками.
Конструкція розширювача має максимально відповідати інженерно-геологічними умовам траси переходу й визначається фізико-механічними властивостями та структурними особливостями ґрунтів.
Протягом усього етапу розширення необхідне безперервне нарощування штанг за розширювачем (з боку точки виходу), щоб у свердловині постійно перебувала ціла бурова колона. На всіх етапах виконання робіт (буріння пілотної свердловини, розширення бурового каналу, протягування трубопроводу) до свердловини необхідно подавати буровий розчин для вилучення бурового шламу, стабілізації та змащування стінок каналу.
Для забезпечення протягування через свердловину трубопроводу остаточний діаметр бурового каналу, як правило, має перевищувати зовнішній діаметр трубопроводу (із покриттям та ізоляцією) на 20 ÷ 50 %. Діаметр бурового каналу визначається залежно від діаметра трубопроводу (пакета труб), довжини й траси переходу, інженерно-геологічних умов, характеристик бурової установки та допоміжного обладнання.
Відповідно до наявного досвіду зазор між найбільшим зовнішнім діаметром трубопроводу та ґрунтом не повинен перевищувати 150 мм. Для твердих пов'язаних ґрунтів (суха тугопластична глина, щільно злежалий пісок з твердими включеннями) діаметр бурового каналу має становити від 1,3 до 1,5 діаметра труби.

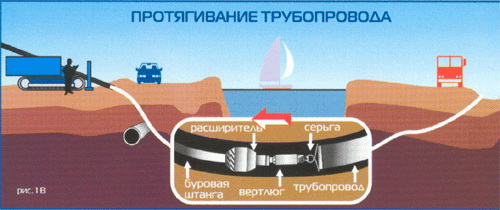
Затягування трубопроводу

#### Затягування трубопроводу
Плеть трубопроводу (розташовану на протилежній від бурової установки стороні свердловини), підготовлену для операції протягування, доцільно розміщувати на особливих роликових опорах, що зменшують тертя до мінімуму й зменшують необхідне зусилля тяги. Як роликові опори здебільшого застосовують сталеві рами, на які закріплюють ролики з твердої гуми або поліуретану з кульовими підшипниками. На інвентарних опорах ширина розташування роликів має регулюватися для використання труб різних діаметрів. Затягування трубопроводу має здійснюватися одразу після завершення розширення (калібрування) бурового каналу, із мінімальною перервою.
На передній кінець трубопроводу встановлюють оголовок («пуля»[джерело?]) із закріпленим на ньому вертлюгом, що запобігає обертанню трубопроводу. Для запобігання врізання трубопроводу в стінки свердловини й зниження лобового опору під час протягування оголовок має бути сферичної форми.
Бурова установка затягує трубопровід у свердловину за траєкторією пілотної свердловини. Тягове зусилля не повинно перевищувати гранично-допустимого значення, визначеного проектом з умови міцності труби. Величину тягового зусилля слід безперервно контролювати й фіксувати в журналі виконання робіт.

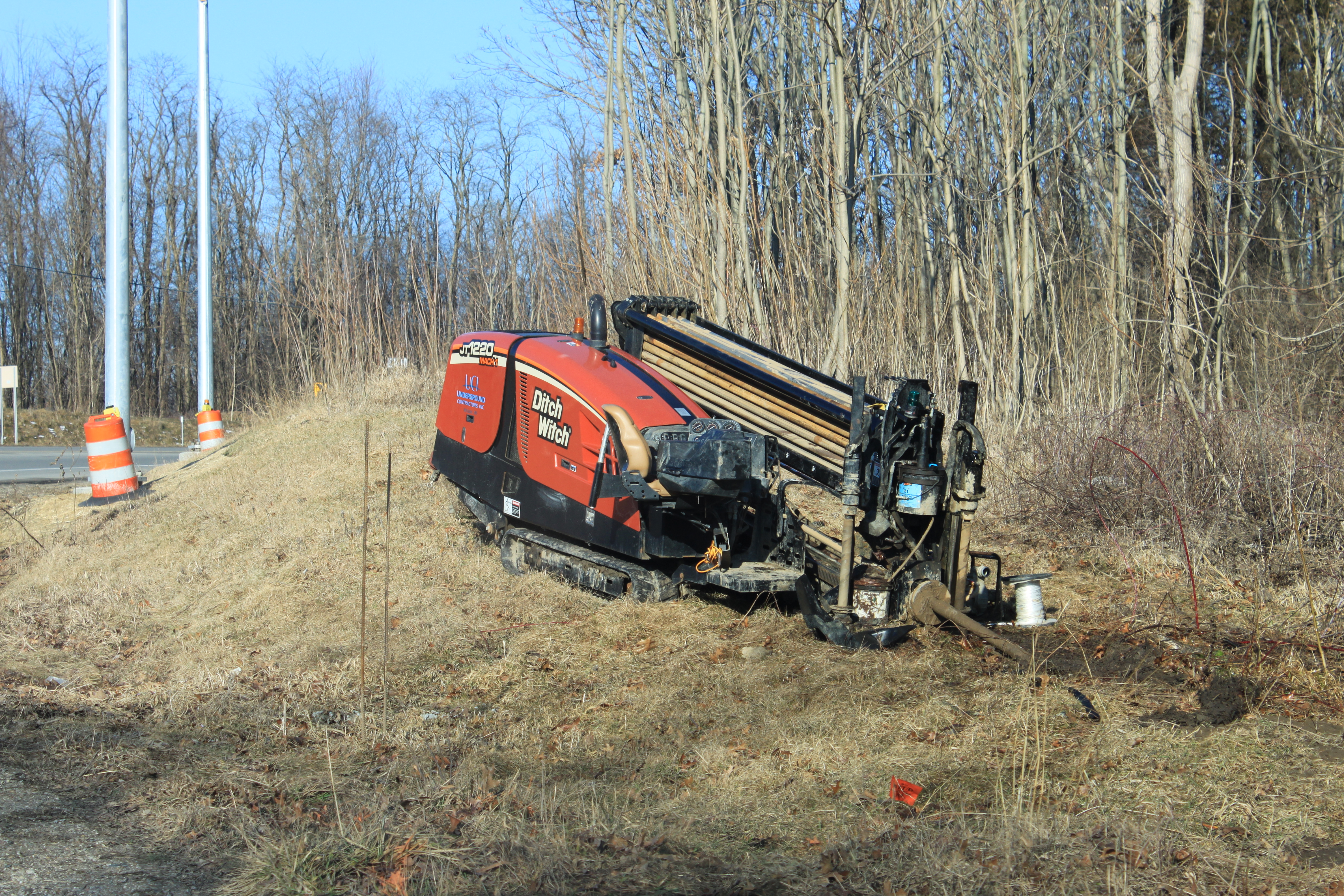
Установка ГНБ Ditch Witch JT1220

## Класифікація установок ГНБ
Установки ГНБ класифікують залежно від сили тяги, яку вони здатні розвинути (максимальна тягова сила, кН) і поділяють на такі типи:
- міні — до 100 кН, вага до 7 тн., (застосовують в умовах міста для прокладання кабельних ліній та поліетиленових труб діаметром від 200 до 250 мм)
- міді — від 100 до 400 кН, вага 7-25 тн., (в умовах міста й сільській місцевості для прокладання трубопроводів діаметром від 600 до 800 мм, для перетину транспортних магістралей і невеликих водних шляхів.)
- максі — від 400 до 2500 кН, вага 25-60 тн., (для прокладання трубопроводів великої довжини з діаметром від 1000 до 1250 мм)
- мега — більше 2500 кН. вага більше 60 тн. (для прокладання магістральних трубопроводів дуже великої довжини й діаметром від 1400 до 1800 мм)

## Виробники установок ГНБ
Умовно виробників установок ГНБ поділяють за географічним принципом[джерело?]:
- Європа: Tracto-Technik (Німеччина), Prime Drilling GmbH (Німеччина), Herrenknecht (Німеччина), TERRA AG (Швейцарія), «МЕМПЭКС» (Білорусь) та ін.;
- США Vermeer, Ditch Witch, Universal (Robbins HDD), American Augers та ін.;
- Азія XCMG (Китай), ZT (Китай), Hanlyma (Китай), FORWARD HDD (с. п. Китай + Росія) та ін.;

## Система локації в ГНБ як інструмент керування
Керування в ГНБ за допомогою системою локації — дуже важливий момент. Бур під час роботи перебуває поза зоною видимості й досяжності, і неконтрольоване буріння може призвести до непередбачуваних наслідків. Тому під час виконання робіт методом ГНБ для контролю процесу буріння застосовуються системи локації. Система локації складається з зонда, який розташований на буровій головці, і особливого приладу синхронізації з цим зондом, який перебуває в руках оператора системи локації (локаторщика) на земній поверхні. Зонд реєструє інформацію про кут і напрямок буріння, швидкість обертання й температуру бурової головки. Ця інформація передається оператору й запобігає виникненню небажаних наслідків.

## Небезпека горизонтально спрямованого буріння
Оскільки процес горизонтально спрямованого буріння відбувається під поверхнею землі, виникає ймовірність пошкодження розташованих там підземних комунікацій, що може стати причиною вибуху, пожежі, ураження електричним струмом або отруєнням отруйними речовинами. До джерел небезпеки належать:
- лінії електропередачі;
- газопроводи;
- оптоволоконні кабелі;
- водопроводи;
- каналізаційні лінії;
- трубопроводи для транспортування рідких чи газоподібних хімічних речовин;
- підземні резервуари-сховища.

Тому до початку виконання робіт з усіма робітниками має бути проведено інструктаж щодо порядку безпечного виконання робіт із горизонтально направленого буріння. У межах будмайданчиків мають бути відкриті всі люки й обстежені наявні підземні комунікації для уточнення їх функцій і глибини закладення.
Виконання робіт слід здійснювати з дотриманням будівельних норм і правил, вимог безпеки та охорони праці, правил технічної експлуатації устаткування, а також під авторським наглядом проектної організації, технічним наглядом Замовника, під контролем органів місцевого самоврядування та державних наглядових органів, якщо такі види нагляду й контролю передбачені вимогами нормативних документів. Заходи з техніки безпеки мають бути спрямовані на запобігання нещасних випадків.
Будівництво закритого підземного переходу інженерних комунікацій методом ГНБ має здійснюватися за проектною документацією, погодженою та затвердженою в порядку, встановленому чинним законодавством.

## Цікаво
- У 1957 р. у Прикарпатті пробурено першу розгалужено-горизонтальну свердловину, яка мала п’ять стовбурів з різними ази-мутами, з відстанню між вибоями від 40 до 120 м.
- У1959 р. у Прикарпатті ввели в експлуатацію свердловину «Помірки-15», яка була пробурена як горизонтально-розгалужена із трьома стовбурами. Глибина основного з них складала 1697 м.
- Найдовша у світі на 2017 рік горизонтальна свердловина (ГСБП) 0-14 , пробурена в напрямку крайній південно-східній частині родовища «Чайво» з бурової платформи «Орлан». Свердловина має довжину по стовбуру 13500 м, і горизонтальну ділянку стовбура — 12033 м.[3]